# Arne Mattsson
Arne Mattsson (Uppsala, 2 dicembre 1919 – Uppsala, 28 giugno 1995) è stato un regista e sceneggiatore svedese.
Ha vinto l'Orso d'oro al Festival di Berlino nel 1952 con Ha ballato una sola estate.
È stato definito da Alfred Hitchcock come l'"Hitchcock svedese".

## Filmografia
- I brist på bevis (1943, sceneggiatore)
- Räkna de lyckliga stunderna blott, regia di Rune Carlsten (1944)
- ... och alla dessa kvinnor (1944)
- I som här inträden (1945)
- Maria på Kvarngården (1945)
- Rötägg (1946)
- Peggy på vift (1946)
- Pappa sökes (1947)
- Det kom en gäst (1947, anche sceneggiatore)
- Operai (Rallare) (1947)
- Kvinna i vitt (1949)
- Farlig vår (1949, anche sceneggiatore)
- När kärleken kom till byn (1950)
- Kyssen på kryssen (1950)
- Kastrullresan (1950)
- Ha ballato una sola estate (Hon dansade en sommar) (1951)
- Bärande hav (1951)
- För min heta ungdoms skull (1952)
- Hård klang (1952)
- Det var dans bort i vägen (1953, cortometraggio)
- Il pane dell'amore (Kärlekens bröd) (1953)
- Salka Valka (1954)
- Storm över Tjurö (1954)
- Förtrollad vandring (1954)
- Gente di Hemsò (Hemsöborna) (1955)
- Nattens väv (1955, also known as Männen i mörker)
- Flickan i frack (1956)
- Litet bo (1956)
- Livets vår (1957)
- Ingen morgondag (1957)
- Körkarlen (1958)
- La dama in nero (Damen i svart) (1958)
- Mannekäng i rött (1958)
- Ryttare i blått (1959)
- Får jag låna din fru? (1959)
- Sommar och syndare (1960)
- När mörkret faller (1960)
- Ljuvlig är sommarnatten (1961)
- Il manichino (Vaxdockan) (1962)
- Biljett till paradiset (1962)
- Vita frun (1962)
- Den gula bilen (1963)
- Det är hos mig han har varit (1963)
- Blåjackor (1964, anche sceneggiatore)
- Brott och straff – men det är svårt (1964, anche sceneggiatore)
- Morianna (Morianerna) (1965, anche sceneggiatore)
- La spirale del terrore (Nattmara) (1965, anche sceneggiatore)
- Här kommer bärsärkarna (1965)
- Yngsjömordet (1966)
- Mördaren - En helt vanlig person (1967, anche sceneggiatore)
- Förtrollad resa (1966, anche sceneggiatore)
- Den onda cirkeln (1966)
- L'amante svedese (Bamse) (1968, anche sceneggiatore)
- Ann och Eve - de erotiska (1970)
- Le dita sporche (Smutsiga fingrar) (1973)
- Mannen i skuggan (1978, anche sceneggiatore)
- Sometime, Somewhere... (1983)
- Mask of Murder (1985)
- The Girl, regia di Arne Mattsson (1987)
- Sleep Well, My Love (1987)
- The Mad Bunch (1989)
- Destroying Angel (1990)